# Droga krajowa 28
Die Landesstraße DK28 (pl. Droga krajowa – DK 28, Polen) führt von der Stadt Zator nach Przemyśl-Medyka an der ukrainischen Grenze. Die 350 km lange Verbindung erschließt damit das Vorland der Beskiden mit den Woiwodschaften Kleinpolen und Karpatenvorland und verbindet das Oberschlesische Industriegebiet mit der Ukraine.

## Geschichte
Diese Strecke gehörte bis 1918 vollständig zum österreichischen Kronland Galizien. Die Tatraer Reichsstraße führte von Bielsko-Biała über Żywiec, Sucha Beskidzka und Sanok weiter bis Sambor in der heutigen Ukraine. Diese Straße wurde durch das polnische Straßengesetz vom 10. Dezember 1920 zur Staatsstraße (droga państwowa) erklärt. Die westliche Teilstrecke der heutigen DK 28 von Zator über Wadowice nach Sucha Beskidzka wurde 1873 zur Landesstraße erklärt und nach der Unabhängigkeit Polens als Woiwodschaftsstraße geführt. Die östliche Teilstrecke der heutigen DK 28 von Sanok nach Przemyśl war in österreichischer Zeit als Landesstraße und später ebenfalls als Woiwodschaftsstraße klassifiziert.
1985 wurde das polnische Straßennetz neu geordnet. Die bisherigen Staatsstraßen (droga państwowa) wurden in Landesstraßen (droga krajowa) umbenannt und neu nummeriert. Die Straße von Zator nach Przemyśl wurde ab 1986 als Droga krajowa Nr. 98 bezeichnet.
2003 wurde die Nummerierung des Straßennetzes dahingehend geändert, dass die Nummern 91–99 nur für solche Straßen, die durch parallel laufende Autobahnen ersetzt wurden, verwendet wurden. Damals wurde die DK 98 in DK 28 umbenannt.

## Verlauf
Von West nach Ost verläuft die Straße über die folgenden Städte:
Zator–Wadowice–Sucha Beskidzka–Limanowa–Nowy Sącz–Gorlice–Biecz–Jasło–Krosno–Rymanów–Sanok–Przemyśl

## Bilder

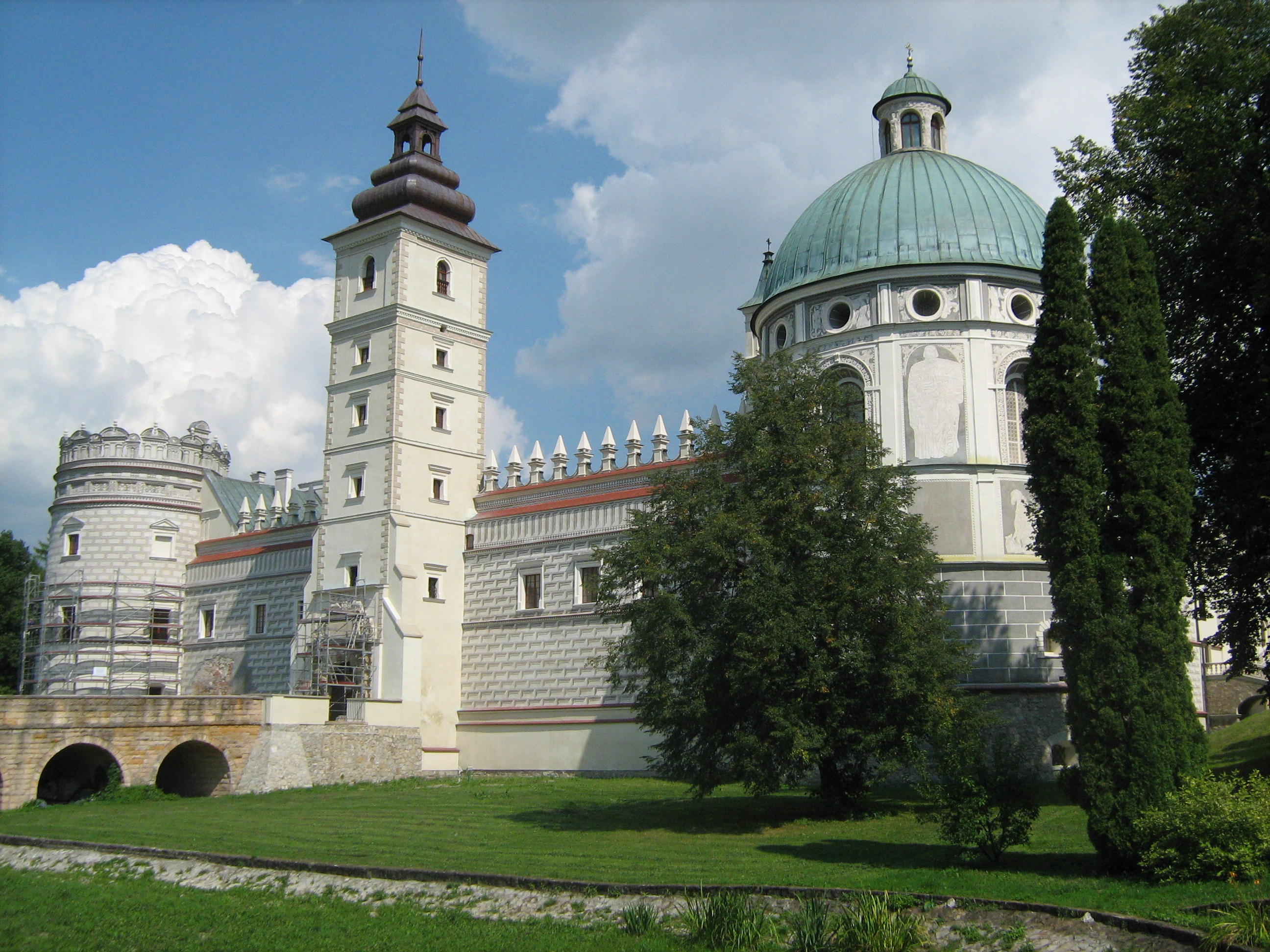
Schloss Krasiczyn nahe der DK28
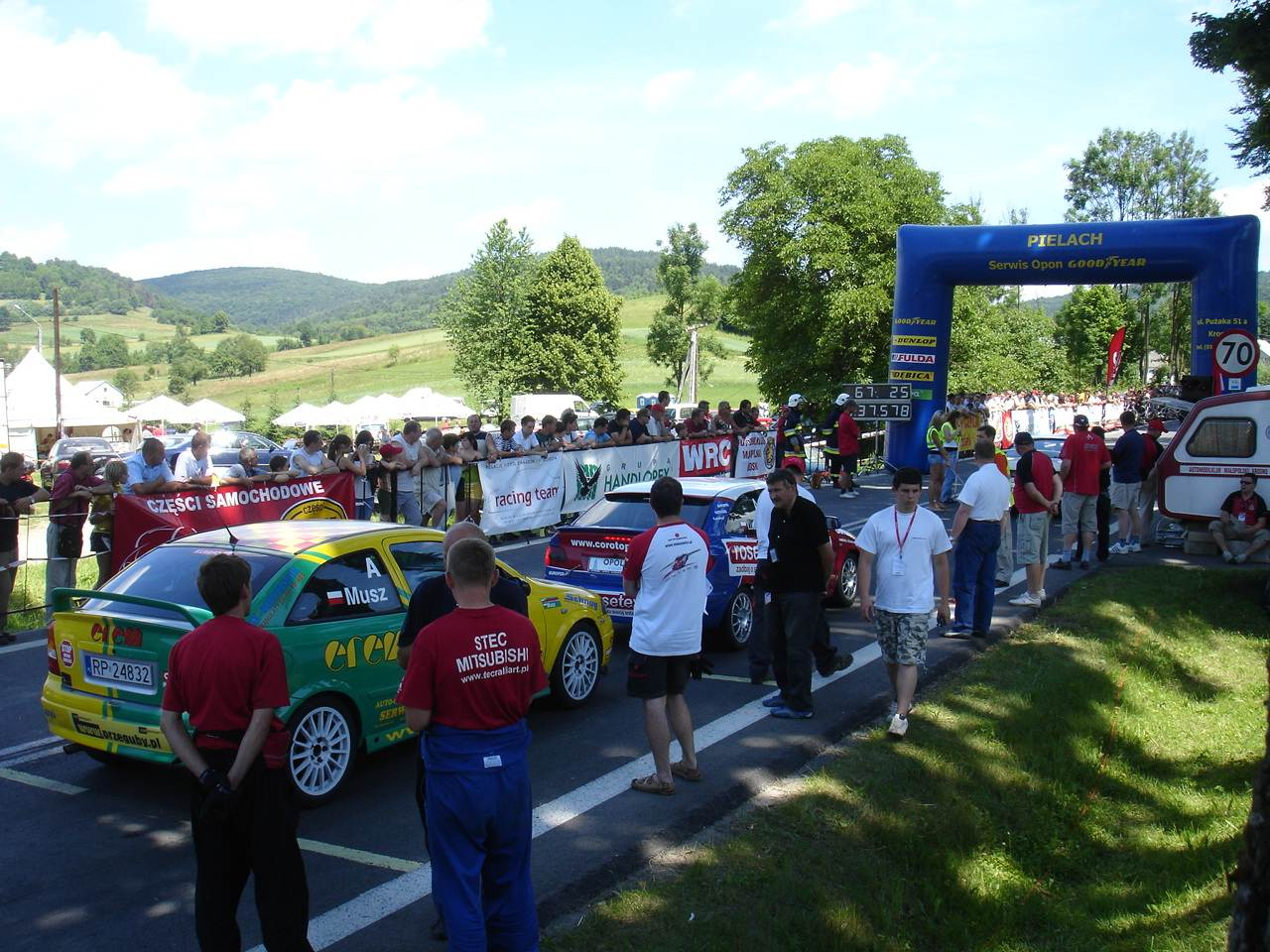
Bergrennen auf einer Teilstrecke der DK 28 bei Wujskie im Salzgebirge
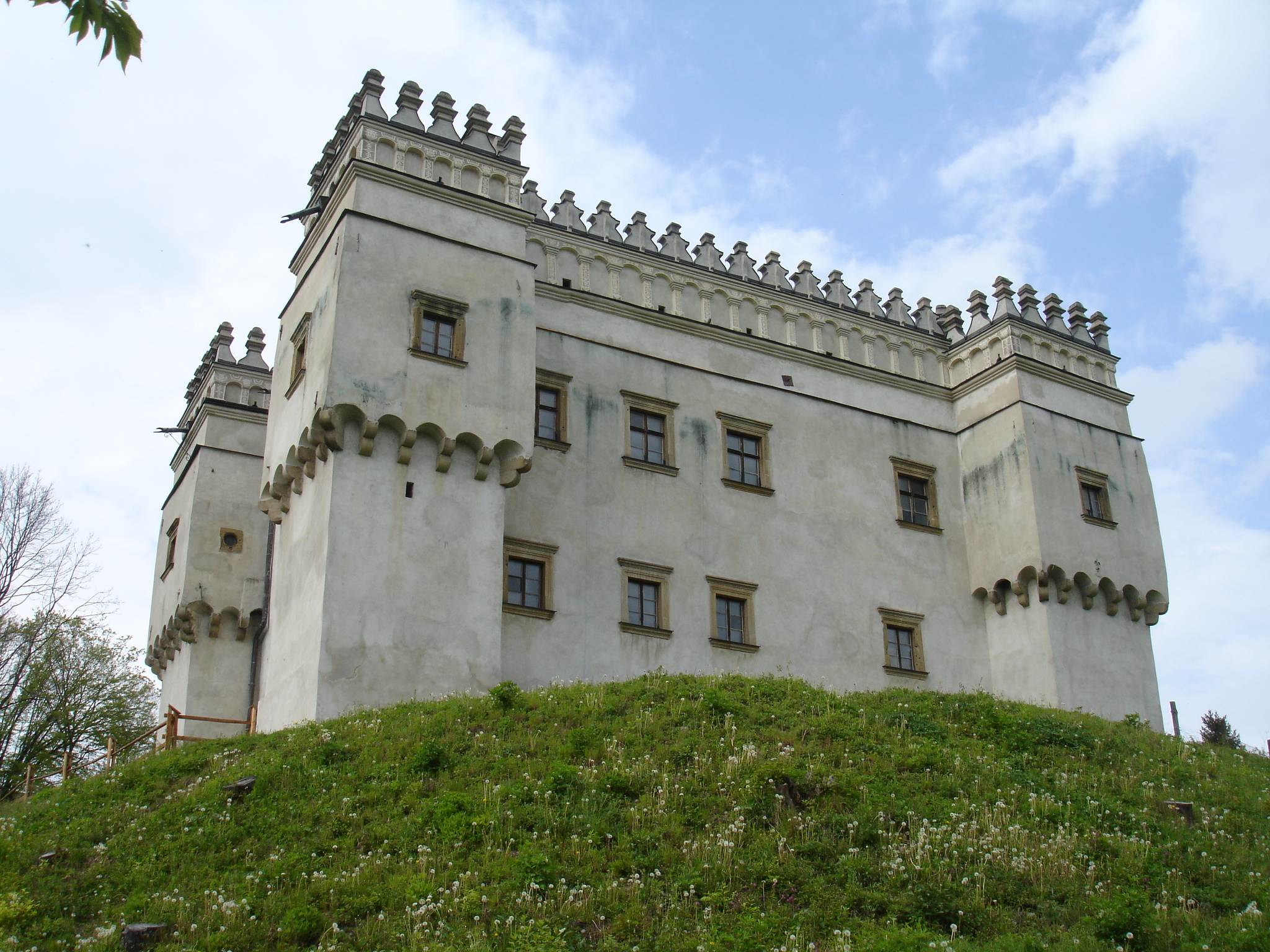
Schloss Gładyszów in Szymbark nahe der DK28
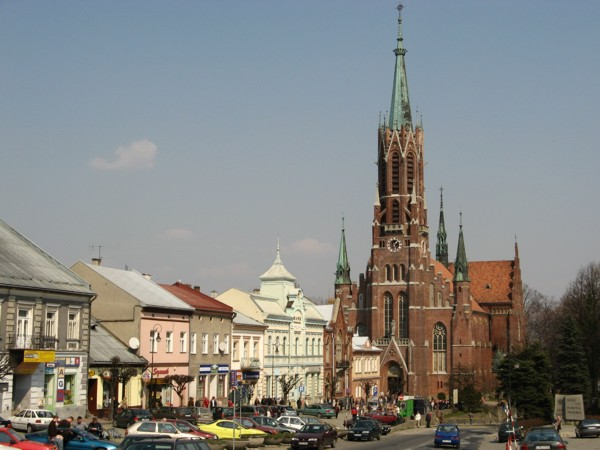
Marktplatz in Grybów mit der neogotischen Pfarrkirche nahe der DK28